# Seleção da Malásia de Hóquei no Gelo
A Seleção da Malásia de Hóquei no gelo representa a Malásia nas competições oficiais da FIHG.